# Ligne 2 du métro de Nanning
Pour les articles homonymes, voir Ligne 2.
La ligne 2 du métro de Nanning (chinois : 南宁轨道交通2号线 / pinyin : Nánníng guǐdào jiāotōng 2 hào xiàn) est la seconde ligne de métro inaugurée dans le métro de Nanning le 28 décembre 2017. Associée à la couleur rouge, la ligne commence au nord à la station Xijin (zh) et termine au sud, à la station Tanze. Le précédent terminus avant l'extension de 2020 était la station Yudong. Avec une longueur de 27,3 km et 23 stations, la ligne est entièrement souterraine.

## Histoire
Le choix de la couleur de la ligne est effectué entre le 4 et le 10 janvier 2017. La construction de la première portion a coûté 15,55 milliards de yuans.
Le 28 décembre 2017, la ligne est ouverte pour des opérations d'essais. La cérémonie d'ouverture est effectuée à la station Dashatian (zh) dans la matinée, avec un discours du maire Zhou Hongbo, et avec la présence de journalistes locaux et d'officiels du gouvernement régional. Le maire et les dignitaires ont ensuite pris bord dans le premier wagon du premier train à partir de la ligne 2. L'ouverture de la ligne 2 a permis de créer un croisement ferroviaire dans le centre-ville, qui va faciliter la circulation journalière.

## Tracé et stations

### Tracé
Le tracé de la ligne 2 va du nord au sud de la ville, en passant par le centre-ville.

### Stations
La première portion de la ligne 2, ouverte en 2017, est d'une longueur de 21,2 km et comporte 18 stations, un dépôt d'attache et un centre de contrôle, qui est commun à tout le réseau. On retrouve aussi sept stations de transfert.
| Nom en chinois (pinyin)          | Nom en zhuang           | Nom en français (nom anglais officiel)                           | Image | Transfert       | District    | Date d'inauguration |
| -------------------------------- | ----------------------- | ---------------------------------------------------------------- | ----- | --------------- | ----------- | ------------------- |
| 西津 (Xījīn)                     | Sihcinh                 | Xijin (zh) (Xijin)                                               |       | -               | Xixiangtang | 28 décembre 2017    |
| 安吉客运站 (Ānjí kèyùn zhàn)     | Camh Yinhhek Anhgiz     | Gare routière d'Anji (zh) (Anji Coach Station)                   |       | Ligne 3         | Xixiangtang | 28 décembre 2017    |
| 苏卢 (Sūlú)                      | Suhluz                  | Sulu (Sulu)                                                      |       | -               | Xixiangtang | 28 décembre 2017    |
| 三十三中 (Sānshísān zhōng)       | Samcibsam Cungh         | École intermédiaire numéro 33 (zh) (Nanning NO.33 Middle School) |       | -               | Xixiangtang | 28 décembre 2017    |
| 秀厢 (Xiùxiāng)                  | Siusiengh               | Xiuxiang (Xiuxiang)                                              |       | -               | Xixiangtang | 28 décembre 2017    |
| 明秀路 (Míngxiù lù)              | Roen Mingzsiu           | Rue Mingxiu (zh) (Mingxiu Lu)                                    |       | Ligne 5         | Xixiangtang | 28 décembre 2017    |
| 火车站 (Huǒchēzhàn)              | Hojcehcan               | Gare de Nanning (zh) (Nanning Railway Station)                   |       | Ligne 1         | Xingning    | 28 décembre 2017    |
| 朝阳广场 (Chāoyáng guǎngchǎng)   | Cauzyangz Gvangjcangz   | Place Chaoyang (zh) (Chaoyang Square)                            |       | Ligne 1 Ligne 7 | Xingning    | 28 décembre 2017    |
| 南宁剧场 (Nánníng jùchǎng)       | Namzningz Gicangz       | Théâtre de Nanning (Nanning Theater)                             |       | -               | Jiangnan    | 28 décembre 2017    |
| 福建园 (Fújiànyuán)              | Fuzgenyenz              | Fujianyuan (zh) (Fujianyuan)                                     |       | Ligne 6         | Jiangnan    | 28 décembre 2017    |
| 亭洪路 (Tínghóng lù)             | Roen Dingzhungz         | Rue Tinghong (Tinghong lu)                                       |       | -               | Jiangnan    | 28 décembre 2017    |
| 石柱岭 (Shízhùlǐng)              | Sizcuiingj              | Shizhuling (Shizhuling)                                          |       | -               | Jiangnan    | 28 décembre 2017    |
| 江南客运站 (Jiāngnán kèyùn zhàn) | Camh Yinhhek Gyanghnanz | Gare routière de Jiangnan (Jiangnan Coach Station)               |       | -               | Jiangnan    | 28 décembre 2017    |
| 大沙田 (Dàshātián)               | Dasahdenz               | Dashatian (zh) (Dashatian)                                       |       | Ligne 4         | Liangqing   | 28 décembre 2017    |
| 建设路 (Jiànshè lù)              | Roen Gensez             | Rue Jianshe (Jianshe lu)                                         |       | -               | Liangqing   | 28 décembre 2017    |
| 石子塘 (Shízǐtáng)               | Sizswjdangz             | Shizitang (Shizitang)                                            |       | -               | Liangqing   | 28 décembre 2017    |
| 金象 (Jīnxiàng)                  | Ginhsieng               | Jinxiang (Jinxiang)                                              |       | -               | Liangqing   | 28 décembre 2017    |
| 玉洞 (Yùdòng)                    | Yidung                  | Yudong (Yudong)                                                  |       | -               | Liangqing   | 28 décembre 2017    |
| 东风路 (Dōngfēng lù)             | Roen Dunghfungh         | Rue Dongfeng (Dongfeng lu)                                       |       | -               | Liangqing   | 23 novembre 2020    |
| 玉岭路 (Yùlǐng lù)               | Roen Yilingj            | Rue Yuling (Yuling lu)                                           |       | -               | Liangqing   | 23 novembre 2020    |
| 那福路 (Nàfú lù)                 | Roen Nazfuz             | Rue Nafu (Nafu lu)                                               |       | -               | Liangqing   | 23 novembre 2020    |
| 平良立交 (Píngliáng lìjiāo)      | Bingzliengz Lizgyauh    | Échangeur Pingliang (zh) (Pingliang Overpass)                    |       | Ligne 3         | Liangqing   | 23 novembre 2020    |
| 坛泽 (Tánzé)                     | Danzcwz                 | Tanze (Tanze)                                                    |       | -               | Liangqing   | 23 novembre 2020    |

## Exploitation
L'intervalle entre chaque passage est de six minutes pendant les heures de pointe, de 7:30 à 9:00 et de 17:30 à 19:30 et de huit minutes le reste de la semaine. Pendant les fins de semaines et les jours fériés, l'intervalle des passages est de huit minutes. Le premier départ à partir de Xijin se fait à 6:30 et le dernier, à 23:00. Un trajet complet dure environ 37 minutes.